# Cymbasoma davisi
Cymbasoma davisi is een eenoogkreeftjessoort uit de familie van de Monstrillidae. De wetenschappelijke naam van de soort is voor het eerst geldig gepubliceerd in 2008 door Suárez-Morales & Pilz.